# Klement Steinmetz
Klement Steinmetz (Kindberg, 23 de março de 1915 - 2 de maio de 2001) foi um futebolista austríaco, medalhista olímpico. 

## Carreira
Klement Steinmetz fez parte do elenco medalha de prata, nos Jogos Olímpicos de 1936.

## Ligações Externas
- Perfil em Databaseolympics